# Всероссийский заочный финансово-экономический институт
Всероссийский заочный финансово-экономический институт (ВЗФЭИ; англ. All-Russian Distance Institute of Finance and Economics) — советское и российское экономическое высшее учебное заведение в Москве существовавшее в 1930—2011 годы. В 2011 году реорганизован в форме присоединения в качестве структурного подразделения к Финансовому университету при Правительстве Российской Федерации. В  июле 2012 года ликвидирован как структурное подразделение Финансового университета при Правительстве Российской Федерации.

## История
Основан 14 мая 1930 года путём преобразования финансово-экономических курсов в Центральный заочный институт финансово-экономических наук. В становлении института непосредственное участие принимали А. Г. Зверев и Г. М. Свердлов. Первоначально учебное заведение называлось Центральным заочным институтом финансово-экономических наук (ЦЗИФЭН) и находилось в ведении Народного комиссариата финансов СССР, однако в ноябре того же года оно было передано в ведение Народного комиссариата просвещения РСФСР и реорганизовано слиянием с Заочным счетно-экономическим институтом, поменяв название на ВЗФЭИ — Всесоюзный заочный финансово-экономический институт. Одновременно использовалось название — Всесоюзный заочный институт народного образования (ВЗИНО).
14 мая 1930 года директором ЦЗИФЭН был назначен Г. М. Свердлов. В 1931 году были открыты первые территориальные подразделения института в 11 городах СССР.
22 ноября 1931 года Институт был внесен в Титульный список финансово-экономических учебных заведений страны, утвержденный Правительством СССР.
1 ноября 1933 года состоялся первый выпуск специалистов с высшим образованием, подготовленных без отрыва от производства.
После начала Великой Отечественной войны, 8 июля 1941 года ВЗФЭИ был временно закрыт; работа института возобновилась 24 апреля 1942 года.
15 июня 1946 года ВЗФЭИ был передан в ведение Министерства высшего образования СССР, и весной 1947 года объединён с Московским заочным кредитно-экономическим институтом и получил название Всесоюзный заочный финансовый институт.
В 1959 году объединился с Всесоюзным заочным экономическим институтом во Всесоюзный заочный финансово-экономический институт.
В 1978-1979 учебном году в институте училось около 33 тысяч студентов, а за всё время существования вуза было подготовлено около 500 тысяч специалистов. В 1980 году в институте работало свыше 660 преподавателей, из которых 38 были докторами наук и профессорами, а ещё 359 являлись кандидатами наук и доцентами. Институт имел право принимать к защите докторские и кандидатские диссертации. В библиотеке института и её филиалах находилось свыше 540 тысяч единиц хранения.
В 1993 году переименован во Всероссийский заочный финансово-экономический институт.
Институт подготовил свыше 450 тысяч специалистов: учёных; руководителей финансовой и банковской систем; ведущих экономистов и главных бухгалтеров; руководителей различных звеньев управления народным хозяйством. Преподаватели института участвовали в работе центральных органов власти и управления по подготовке законодательных актов и нормативных документов, в проведении экспертных оценок подготавливаемых проектов и экономических расчетов.
В 2001 году ВЗФЭИ занял 7-е место в рейтинге экономических вузов по России по итогам 2000 года.

### Руководители
Организатором и первым руководителем вуза стал Григорий Маркович Свердлов. Затем его директорами и ректорами были:
- С. П. Хориков (1934—1936),
- С. А. Марьясина (1936—1937),
- А. Ф. Богатырёв (1937—1940),
- И. Г. Строганов (1940—1941),
- С. Н. Николотов (1942),
- А. А. Боробов (1942—1947),
- П. М. Цветков (1947—1953),
- А. Г. Румянцев (1954—1958),
- П. С. Бычков (1958—1974),
- Н. Г. Сычёв (1974—1985),
- Е. М. Крупяков (1985—1986),
- А. Н. Романов (1986—2011),
- А. Н. Ланских (2011).

## Факультеты
- Финансово-кредитный;[2]
- Учётно-статистический;[2]
- Общеэкономический[2]
- Экономики промышленности[2]
- Менеджмента и маркетинга;
- Непрерывного обучения.

## Филиалы
Имел филиалы в городах:
- Архангельск (с 1 ноября 2012 года — в составе Северного (Арктического) федерального университета как Высшая школа экономики, управления и права)
- Барнаул
- Белгород
- Брянск
- Владимир
- Волгоград
- Воронеж
- Калуга
- Киров
- Краснодар
- Курск
- Липецк
- Новороссийск
- Омск (с 2011 года — в составе Финансового университета при Правительстве Российской Федерации)
- Орёл
- Пенза
- Смоленск
- Сургут
- Тула
- Уфа
- Челябинск
- Ярославль